# 林山田
林山田（1937年9月1日—2007年11月5日），臺灣臺南市人，西德杜賓根大學法學博士，曾任中央警察大學、輔仁大學、國立政治大學、國立臺灣大學法律學系教授、台灣教授協會會長、建國黨第一屆副主席，為臺灣刑法學權威，其相關著作對臺灣刑法學之發展有一定影響。

## 生平
1957年8月，林山田就讀中央警官學校四年制第一期。1960年4月，林山田參加第四屆全國柔道錦標賽，獲得大專院校個人組冠軍。1961年7月，林山田擔任高雄市政府警察局臨編巡官。1966年2月，林山田辭巡官職，赴瑞士弗里堡大學社會科學院進修。1967年9月，林山田轉赴西德杜賓根大學法學院進修。1968年3月，林山田擔任西德杜賓根大學體育學院柔道教練，率領柔道隊獲得西德大學柔道聯賽團體組第二名。1972年3月，林山田獲得西德杜賓根大學法學博士學位。1972年8月，林山田擔任中央警官學校客座副教授。1973年8月，林山田兼任中央警官學校警政研究所主任。1976年7月，林山田獲西德宏博基金會資助，赴柏林自由大學研究一年。1977年8月，林山田專任輔仁大學法律學系教授。1980年9月，林山田兼任法務部犯罪研究中心研究委員。1981年8月，林山田專任國立政治大學法律學系教授。1983年11月，林山田發現自己罹患膀胱癌。1985年10月，林山田兼任國立政治大學法律研究所所長。1986年8月，林山田兼任國立政治大學法律學系主任。1990年8月，林山田專任國立台灣大學法律學系暨法律研究所教授。1991年9月，林山田發起「廢惡法運動」，推動廢止《懲治叛亂條例》與《中華民國刑法》第一百條。
1992年5月，林山田擔任「524反獨裁廢國大大遊行」總領隊。1992年11月，林山田擔任「退報運動聯盟」召集人，積極推動退《聯合報》運動，被《聯合報》自訴誹謗。1993年7月，台北地方法院審理退報運動聯盟案，判處林山田有期徒刑5個月。1993年8月，林山田獲行政院國家科學委員會資助，赴德國慕尼黑大學研究一年。1994年7月，台灣高等法院審理退報運動聯盟案，改判林山田無罪。1995年7月，林山田號召葉國興、傅雲欽、葉博文、卓榮德等人，於同月22日開始每週六在台北市市政大樓前廣場每週六定期集會，演講宣揚台灣獨立理念。1995年7月22日，建國廣場成立，林山田為建國廣場撰文〈從廣場出發建國〉。1996年4月，林山田擔任建國會執行長。1996年5月，林山田擔任「519台灣要建國大遊行」總領隊。1996年8月，林山田擔任建國黨組黨籌備小組召集人。1996年10月6日，建國黨在台北市士林區創黨，通過林山田為第一屆副主席，任期至1998年4月止。
1996年10月10日，林山田說，他「百分之百認同臺灣這塊土地」、不願「臺灣成為大中國的邊陲」、不願做一個「無國之人」，希望臺灣在國際社會上是一個獨立自主有尊嚴的國家、盡應盡的義務、享應享的權利；他批評，臺灣雖然已經沒有文盲，但遍地是「憲盲」、「法盲」和「心盲」的人。
1997年10月5日，建國黨舉行第一屆全國黨員代表大會，林山田在作黨務報告時以民主進步黨候選人包尿布比賽諷刺，面對中國威脅，民進黨還在「包尿布」，建國黨不做這種媚俗的政黨。 
2003年3月，林山田獲國科會資助，赴德國杜賓根大學研究半年。2004年1月7日，林山田從台大法律系退休，台大法律系為他舉辦歡送茶會，他自謙「頭殼硬、天生反骨」：見到社會的不公平與不正義，就想要對抗。林山田自此離開學界，隱居宜蘭礁溪，鮮少過問時政。2004年中華民國立法委員選舉前，林山田在聊政治時抨擊，民進黨喪失理想，獨派應該嚴懲民進黨，「這次立委選舉，要讓民進黨全部落選，一個都不能上」，震驚獨派。
2006年12月，林山田擔任陳定南教育基金會董事長。
林山田曾經是中華民國司法院院長熱門人選之一，他的法學著作《刑罰學》、《刑法通論》、《刑法各罪論》等影響台灣法學界甚鉅。他的學生遍佈台灣司法體系司法官系統、律師界。
林山田一生最重要的著作是影響台灣當今刑法學的「聖經」《刑法通論》，其體系自成一格，共改版十次；第十版於2007年10月29日出版後，林山田於11月1日住進羅東聖母醫院安寧病房。林山田曾說：「書的封面都是我自己設計的，黑白分明；就像我的個性一樣，嫉惡如仇，只有黑和白，沒有妥協。」「我對書的『版』和『刷』分得非常清楚：有重大修訂，才叫『版』；如果少數修訂和加印，我都堅持叫『刷』。」追求公平正義之餘，他勵行「行動法學」，親身參與社會運動，演說功力精湛。他最為稱道的事是1991年9月21日參與發起「一○○行動聯盟」（主張廢止《中華民國刑法》第一百條）運動，由於政治立場與當政者相左，雖貴為台灣刑法學界大師，但終生未獲提名擔任司法院大法官（後述）。林山田說，很多人認為，他是為了言論自由而主張廢止《中華民國刑法》第一百條；但事實上那是為了台灣獨立建國，所以要講台灣獨立，所以才需要言論自由。林山田又說：「台灣最重要的公共建設就是獨立建國；否則建立再好的民主制度、追求再高的經濟成長，卻被中國所併吞，再多努力都將是枉然。」
2007年1月14日，林山田發現自己罹患胰臟癌。即使罹癌，林山田仍不改飲食習慣，自言「我從來不相信什麼養生哲學、生機保養飲食，還是喜歡大魚大肉」。2007年11月5日凌晨，林山田因胰臟癌病逝，享壽70歲；羅東聖母醫院表示，林山田死因為癌細胞轉移到肝臟。

## 家庭
林山田之妻劉初枝，杜賓根大學法學博士，曾任輔仁大學法律學系教授、臺北市政府公務人員訓練中心主任、考選部部長、中華民國總統府國策顧問、輔仁大學法律學院榮譽講座教授。劉初枝三弟劉幸義亦為法學教授，曾任國立臺北大學法律學系教授。

## 紀念
林山田弟子繁多，臺灣知名刑法學者柯耀程（國立中正大學法學院教授）、林東茂（東吳大學法律系教授、前國立成功大學教授、前警大教授）、盧映潔（國立中正大學法律系教授）、蔡聖偉（國立台北大學法律系教授、前《月旦法學雜誌》總編輯）、許澤天（成大法律系教授）等人均曾受教於林山田。林山田過世後，學界的弔文收錄於《月旦法學雜誌》第152期、《台灣本土法學雜誌》第100期，前者更收錄林山田生前最後一篇期刊文章。
1989年7月，林山田在民進黨第三屆全國黨代表大會呼籲：「停止所有的黨內紛爭，讓大眾媒體不要再有報導貴黨內鬥消息的可能性，因為有很多人會想：以今天扮演在野者的角色，並無可操作的國家權力，亦無可以掌握的政治資源，亦無可以分配的政治利益，都會那麼『內鬥內行，外鬥外行』；假如有朝一日執政，操作國家權力機器，主宰政經資源，豈不就要因為利益分配不均而打破頭？」2008年11月23日，國立中興大學資訊科學與工程學系教授、前建國黨決策委員廖宜恩主持林山田逝世一周年紀念會，感嘆：「林山田教授許多往日的發言，竟然在今天的台灣社會還適用，讓人非常難過。」
2008年11月5日，建國廣場負責人傅雲欽說，2007年他和建國廣場幾個老朋友去礁溪探訪林山田，林山田自嘲「民進黨執政後，罵也不是，不罵也不是；我心情鬱卒，心肝結成丸，因此得病」，諷刺台灣人寵壞民進黨。傅雲欽說，相對於民進黨政客的墮落，林山田的堅持理想及清廉自持更顯得可貴。
2009年，北京大学法学院副教授车浩說：「学者最重要的质量之一是追求完美，林山田教授在这方面的学术态度是得到公认的。《刑法通论》出至10版，版版不同，且都是实质性的大变动。据其学生回忆说，他对每次改版都倾付常人难以想象的心血，以至于每次《通论》新版一出，都会生一场大病。这种一丝不苟的态度，反映在《刑法通论》和《刑法各罪论》的封面上，就是从中分为二色，上白下黑，泾渭分明。……这样的个性，据说也为林山田教授心里留下很多郁结：苛严认真，自然会对人对事诸多不满：看不惯台湾，看不惯大陆；看不惯留日派，也看不惯留德派；骂国民党，也骂民进党。他做人不求圆通，无论在政界或学界，都是四面开火；一生为台湾社会的自由民主贡献巨大，但树敌也颇多。」他還說，林東茂常與他聊林山田的事，林東茂很感慨林山田的性格：「他说，去探望林山田教授的时候，看到老师卧病在床、形容枯槁，心里很难受，就对他说要放下、把心里的所有郁结都放下，劝他说：『台独是狗屎，刑法也是狗屎』，生命裡有很多东西比这重要，而最重要的还是自己的身体和心情。他把这段话复述给我的时候，也是在叮嘱我保重身体，特别是调理性情，要走得长一点、久一些。」
2009年3月，林東茂應內政部警政署邀請演講〈生命的覺醒與理想的實踐〉，他說，他在成大任教時，寄了馬修·李卡德的著書《僧侶與哲學家》給林山田閱讀；一段時間過後，他們在臺大相遇，林山田向他承認「讀不下去」，當時林山田年齡已超過60歲。林東茂說，林山田從臺大退休前，他去林山田的研究室，依據當時林山田的說法，陳水扁政府高層推舉司法院大法官人選時未曾徵詢林山田，林山田「半夜醒來想到這事，再也不能入睡」；林山田因胰臟癌住院期間再度向他提起此事，可見此事令林山田耿耿於懷。
2012年4月12日，傅雲欽說，台灣教授協會自從林逢慶當會長之後，主體性就慢慢消失，很多人掛著「教授」頭銜充當民進黨打手，只問立場、不問是非；林忠正之流的台教會成員跑去當官以後，就忘了台教會（例如退回台教會募款餐券），甚至變成貪官而坐牢；台教會劣幣驅逐良幣的結果，林山田會長時代主導議題、逼民進黨跟進的戰鬥力早就不見了，淪為攀權附勢的「抬轎會」。2019年12月6日，一邊一國行動黨召集人楊其文更諷刺，台教會淪為民進黨的附庸團體。
2013年8月3日，公民1985行動聯盟發起人之一在因洪仲丘事件而激發的白衫軍之萬人送仲丘（或八月雪運動）公民晚會中發表的〈公民覺醒 最後演說〉中提及：「我最敬佩的一位法學前輩林山田教授，他的所有著作，封面都是他自己設計的，我以前覺得很難看，因為顏色永遠只有黑與白兩種，後來我才發現，其中有他的立意在，他說：『我們心中唯二該有的顏色，就是黑與白；除此之外，別無其他』。我們對自由、民主、人權的價值就應該如此，堅持到底，別無其他！不管我們的敵人再怎麼黑，他們都沒辦法玷污我們心中的白。不管這個世界再怎麼黑暗，我們都要把那道光、那份白留給自己，再傳給別人！」